# Bitwa pod Nagyharsány
Bitwa pod Nagyharsány (na zachodzie Europy znana jako druga bitwa pod Mohaczem) – starcie zbrojne, które miało miejsce 12 sierpnia 1687 podczas V wojny austriacko-tureckiej (1683–1699) będącej częścią ogólnoeuropejskich zmagań w ramach wojny Osmanów z Ligą Świętą.
Armia cesarsko-bawarska (50 000 żołnierzy) dowodzona przez księcia Karola Lotaryńskiego i elektora Bawarii Maksymiliana II Emanuela pobiła armię turecką (80 000 żołnierzy) dowodzoną przez wielkiego wezyra Sulejmana Paszę. Z powodów propagandowych bitwę nazwano drugą bitwą pod Mohaczem, pomimo faktu, że Mohacz oddalony jest o 40 km od miejsca bitwy. W bitwie tej odznaczył się generał Eugeniusz Sabaudzki. Wzięli w niej także udział przyszli marszałkowie Francji James Berwick oraz Claude de Villars, kilkanaście lat później przeciwnicy Eugeniusza Sabaudzkiego w hiszpańskiej wojnie sukcesyjnej.

## Wprowadzenie
Wielka wojna turecka rozpoczęła się atakiem Turków na Wiedeń w roku 1683. Po oblężeniu austriackiej stolicy przez Osmanów i klęsce w bitwie wiedeńskiej dnia 12 września 1683 r. inicjatywa militarna przeszła w ręce wojsk cesarskich. W kolejnych latach wojska te pod wodzą Karola V Lotaryńskiego wyparły Turków, odbijając wiele twierdz. W roku 1686 wojska cesarskie odniosły największy sukces zdobywając stolicę Węgier Budę (oblężenie Budy).
W kwietniu 1687 r. zdecydowano w Wiedniu o podjęciu dalszych działań przeciwko Turkom. Główna armia licząca ok. 40 000 ludzi dowodzona przez księcia Karola Lotaryńskiego obrała kurs na Osijek, maszerując wzdłuż Dunaju. Tymczasem pozostałe siły (około 20 000 ludzi) pod wodzą elektora bawarskiego Maksymiliana II Emanuela podążyły w kierunku Petrovaradinu. W połowie lipca obie armie połączyły się nad Dunajem.
Tymczasem armia turecka (60 000 ludzi) dowodzona przez wielkiego wezyra Sulejmana Paszę rozłożyła się obozem w okolicy Osjeka. Od armii cesarskiej oddzielała ją tylko rzeka Drawa. Pod koniec lipca cesarscy zdobyli przyczółek na swoim brzegu rzeki, po czym przygotowali się do bitwy z Turkami. Ci pozostali jednak pasywni, ograniczając się do ostrzału mostu na Drawie i nadbrzeża. Karol Lotaryński nie czuł się na siłach aby atakować umocniony obóz turecki, zdecydował się na opuszczenie przyczółków mostowych, co spotkało się z krytyką m.in. cesarza Leopolda I. Wielki wezyr przypuszczał, że morale armii cesarskiej jest niskie, po czym skierował swoje siły w ślad za Austriakami. Manewrując Turcy spychali cesarskich w kierunku miasta Mohacz, gdzie trochę wcześniej bo już w sierpniu założyli oni silny garnizon. Podobna twierdza znajdowała się w okolicy Dirdy, ta jednak ukryta była przed wzrokiem cesarskich za gęstym lasem. Książę Karol Lotaryński maszerował dalej, nie zdając sobie sprawy z bliskości przeciwnika.

## Bitwa
Rankiem 12 sierpnia Karol Lotaryński zdecydował się pomaszerować w kierunku Siklos, gdzie teren wydawał mu się najbardziej korzystny do stoczenia bitwy. Prawe skrzydło wyruszyło w kierunku zachodnim w gęsto zalesiony obszar. W tym momencie Sulejman uznał, że jest to dla niego najlepsza chwila i zaatakował całymi siłami lewe skrzydło armii cesarskiej elektora Bawarii, które nadal tkwiło na umocnionych pozycjach. 8 000 spahisów próbowało okrążyć lewą flankę przeciwnika. Elektor wysłał wówczas prośbę o pomoc do Karola Lotaryńskiego, sam zaś przeciwstawił się dwukrotnie silniejszej armii tureckiej. Po ciężkiej walce kawalerii cesarskiej pod wodzą generała Piccolominiego udało się w końcu przebić przez kordon spahisów.
Wielki wezyr wydawał się zaskoczony oporem obrońców, nakazał wstrzymanie ataku. Jego artyleria co prawda nadal prowadziła ostrzał pozycji cesarskich, pozostałe oddziały otrzymały rozkaz opuszczenia zdobytych pozycji i oszańcowania się w bezpiecznej odległości od przeciwnika. Dzięki temu zaalarmowane prawe skrzydło cesarskie zyskało czas na powrót na wcześniej zajmowane pozycje. Karol Lotaryński zamierzał początkowo bronić swoich stanowisk, jednak  po rozmowie z elektorem bawarskim i hrabią badeńskim zdecydował się przeprowadzić kontratak. Ok. godziny 15:00 wojska zakończyły przygotowania do walki.
W tym czasie Sulejman ponownie zarządził atak. Spahisi wspierani przez janczarów ponownie zaatakowali lewe skrzydło wojsk cesarskich. Hrabia Ludwik Badeński wytrzymał impet ataku Turków i przeszedł do kontrataku na czele 23 szwadronów. Na czele wojsk cesarskich napierały oddziały generałów Rabutina i Eugeniusza Sabaudzkiego, które wdarły się na pozycje tureckie. Atak przeprowadzono pieszo, gdyż na skutek trudnego terenu, kawalerzyści zmuszeni byli zejść z koni. Opór Osmanów został przełamany, po czym zamienił się w nieuporządkowany odwrót a następnie w paniczną ucieczkę Turków.
W walce udział brało jedynie lewe skrzydło cesarskie. Przed prawym skrzydłem znajdował się bowiem gesty las, uniemożliwiający atak. Próbowano wprawdzie manewru okrążającego, jednak w gęstych lasach kolumna mocno się rozproszyła.
Straty wojsk cesarskich wyniosły ok. 600 ludzi. Turcy stracili cały tabor, większą część swojej artylerii (66 dział) i ok. 10 000 zabitych. W ręce zwycięzców wpadł łup w wysokości 10 milionów dukatów, wspaniały namiot wezyra i 160 chorągwi.

## Następstwa bitwy
Porażka przyczyniła się do wewnętrznego kryzysu politycznego w imperium osmańskim. Już przed bitwą morale wojsk tureckich znacznie spadło po porażkach z wojskami cesarskimi. Po bitwie doszło do buntu w szeregach janczarów i spahisów w obozie wielkiego wezyra. Ten uciekł do Stambułu, jednak tu został aresztowany i ścięty na rozkaz sułtana Mehmeda IV. Krótko potem wojska sułtana obaliły Mehmeda, osadzając na tronie jego brata Sulejmana II. Po wielu zatargach powstanie janczarów wygasło.
Osłabienie Osmanów umożliwiło wojskom cesarskim odbicie wielu terenów. Zajęte zostały między innymi Osijek, Kolozsvár, Valpo, Petrovaradin, Sremski Karlovci, Ilok, Pezoga, Palota i Erlau. Pod kontrolę cesarską dostały się Slawonia i Siedmiogród. Na tronie węgierskim Habsburgowie osadzili dziewięcioletniego arcyksięcia Józefa (6 grudnia 1687 r.) Zakończono trwające od roku 1526 zatargi pomiędzy Habsburgami a szlachtą węgierską i książętami siedmiogrodzkimi. Dnia 25 stycznia 1688 r. królestwo Węgier stało się lennem Habsburgów.